# Эльтендорф
Эльтендорф (нем. Eltendorf) — посёлок (нем. Gemeinde) в Австрии, в федеральной земле Бургенланд. 
Входит в состав округа Еннерсдорф.  Площадь общины составляет 20,58 км², население — 901 человек (1 января 2021), плотность населения — 45 чел./км². Официальный код  —  105 02.

## Население
| Год  | Численность |
| ---- | ----------- |
| 1869 | 1884        |
| 1889 | 1885        |
| 1890 | 1935        |
| 1900 | 1678        |
| 1910 | 1652        |
| 1923 | 1465        |
| 1934 | 1486        |
| 1939 | 1448        |
| 1951 | 1267        |
| 1961 | 1217        |
| 1971 | 1122        |
| 1981 | 1029        |
| 1991 | 977         |
| 2001 | 1017        |
| 2011 | 967         |
| 2021 | 901         |

## Политическая ситуация

### Выборы — 1997
Бургомистр общины — Рудольф Мирт (АНП) по результатам выборов 1997 года.
Совет представителей общины (нем. Gemeinderat) состоит из 15 мест.
Распределение мест:
- АНП занимает 6 мест;
- СДПА занимает 6 мест;
- АПС занимает 3 места.

### Выборы — 2002
Бургомистр общины — Александер Виснер (АНП) по результатам выборов 2002 года.
Совет представителей общины состоит из 15 мест.
Распределение мест:
- АНП занимает 7 мест;
- СДПА занимает 7 мест;
- АПС занимает 1 место.

### Выборы — 2007
Бургомистр общины — Александер Виснер (АНП) по результатам выборов 2007 года.
Совет представителей общины состоит из 15 мест.
Распределение мест:
- АНП занимает 7 мест;
- СДПА занимает 5 мест;
- местный список: 3 места.

### Выборы — 2012
Бургомистр общины — Йозеф Пфайффер (АНП) по результатам выборов 2012 года.
Совет представителей общины состоит из 15 мест.
Распределение мест:
- АНП занимает 6 мест;
- СДПА занимает 5 мест;
- местный список: 4 места.